# Organi della cattedrale di Santa Maria Assunta a Napoli

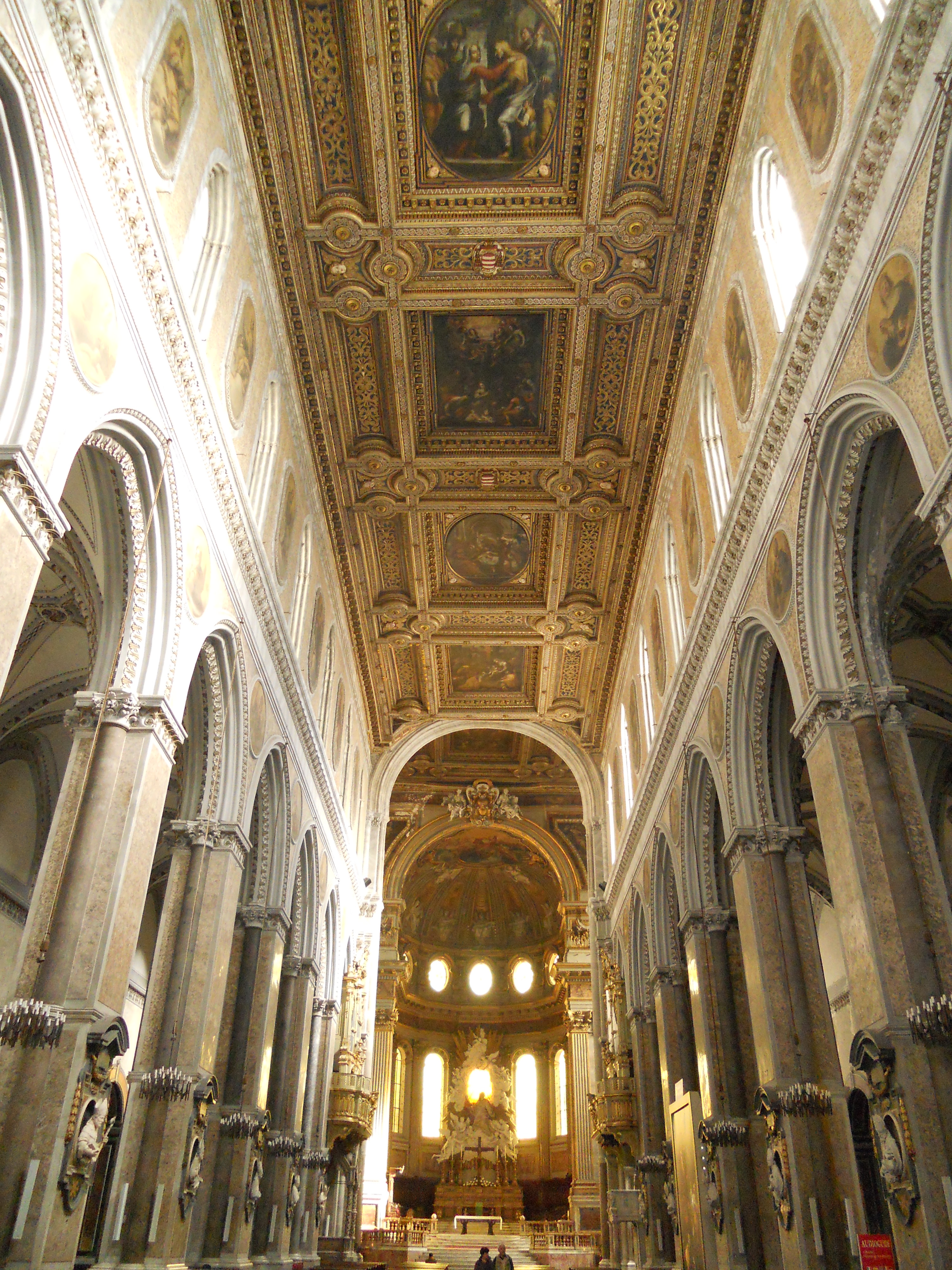
Interno della cattedrale di Santa Maria Assunta a Napoli

Gli organi della cattedrale di Santa Maria Assunta a Napoli sono cinque strumenti musicali:
- l'organo maggiore, costruito da Giuseppe Ruffatti nel 1974 e ampliato nel 2009 da Ponziano Bevilacqua, conta 85 registri su tre tastiere e pedaliera, per un totale di 5117 canne, ed è situato in tre corpi, due sotto le ultime arcate della navata centrale e uno nel braccio destro del transetto;[1]
- l'organo corale, situato nel braccio di destra del transetto e costituente il primo manuale dell'organo maggiore, conta 19 registri, per un totale di 1315 canne, su due tastiere e pedaliera ed è stato costruito nel 2009 da Ponziano Bevilacqua;[1]
- l'organo della basilica di Santa Restituta, costruito nel 1750 da Tomaso de Martino, con 7 registri e trasmissione integralmente meccanica;[2]
- l'organo di sinistra della reale cappella del Tesoro di san Gennaro, costruito nel 1649 da Pompeo De Franco ed attualmente il più antico organo di Napoli ancora funzionante;[3]
- l'organo di destra della reale cappella del Tesoro di san Gennaro, coevo all'altro ma radicalmente restaurato e nel 1902 da Giovanni e Pietro Petillo.[2]

## Organi nella Cattedrale

### Organo maggiore

#### Storia
Il primo organo della cattedrale di Santa Maria Assunta a Napoli fu costruito nel 1548-49 dall'organaro Giovanni Francesco Mormanno de Palma su commissione dell'amministratore apostolico cardinale Ranuccio Farnese, e collocato sulla cantoria appositamente costruita nell'intercolumnio fra la navata centrale e l'ultima campata della navata di destra. La mostra era chiusa da due portelle dipinte da Giorgio Vasari con l'Adorazione dei pastori e Re David (all'interno) e i Santi patroni di Napoli (all'esterno, con le fattezze di membri della famiglia Farnese). Nel 1652 i due organari Pompeo e Martino de Franco vengono incaricati della costruzione di un altro organo, da collocarsi davanti a quello già esistente. I due organi furono rimossi dall'organaro Fabrizio Cimino nel 1767 e collocati nella chiesa di Santa Maria la Nova; all'interno delle antiche casse, nel 1961, è stato collocato un nuovo organo a trasmissione elettrica, costruito dai Fratelli Ruffatti.
Fabrizio Cimino costruì, al posto degli organi antichi, due organi gemelli sia dal punto di vista fonico, sia da quello estetico. Quello di sinistra fu modificato nel 1843 secondo i canoni dell'epoca da Quirico Gennari, che lo portò a 32 registri e che fu più volte rimaneggiato in seguito. Nel 1931 l'organaro cremonese Giuseppe Rotelli unificò i due organi su progetto di Franco Michele Napolitano dotandoli di trasmissione elettrica (che azionava quella meccanica e quella pneumatica all'interno dei due corpi d'organo) e di un'unica consolle posizionata sulla cantoria di sinistra.
La stessa ditta organaria, nel 1963, realizzò una nuova consolle mobile collocata in navata e vi unì anche il corpo corale, situato in presbiterio. Nel 1974, per volere dell'arcivescovo di Napoli cardinale Corrado Ursi, Giuseppe Ruffatti restaurò radicalmente l'organo, dotandolo di nuovi registri, occultando dietro l'altare maggiore il corpo corale, realizzando una nuova consolle a tre tastiere e rinnovando tutte le trasmissioni.
Dopo decenni di incuria, a causa del pessimo stato di conservazione dello strumento, l'organo è stato sottoposto ad un intervento radicale eseguito da Ponziano Bevilacqua nel 2009, che ha ampliato lo strumento e, fra le altre cose, ha spostato il corpo corale nel braccio destro del transetto dotandolo di consolle propria indipendente ma mantenendolo al tempo stesso unito alla consolle principale. Il concerto inaugurale è stato tenuto da Vincenzo De Gregorio la sera di domenica 9 maggio 2010.

#### Descrizione

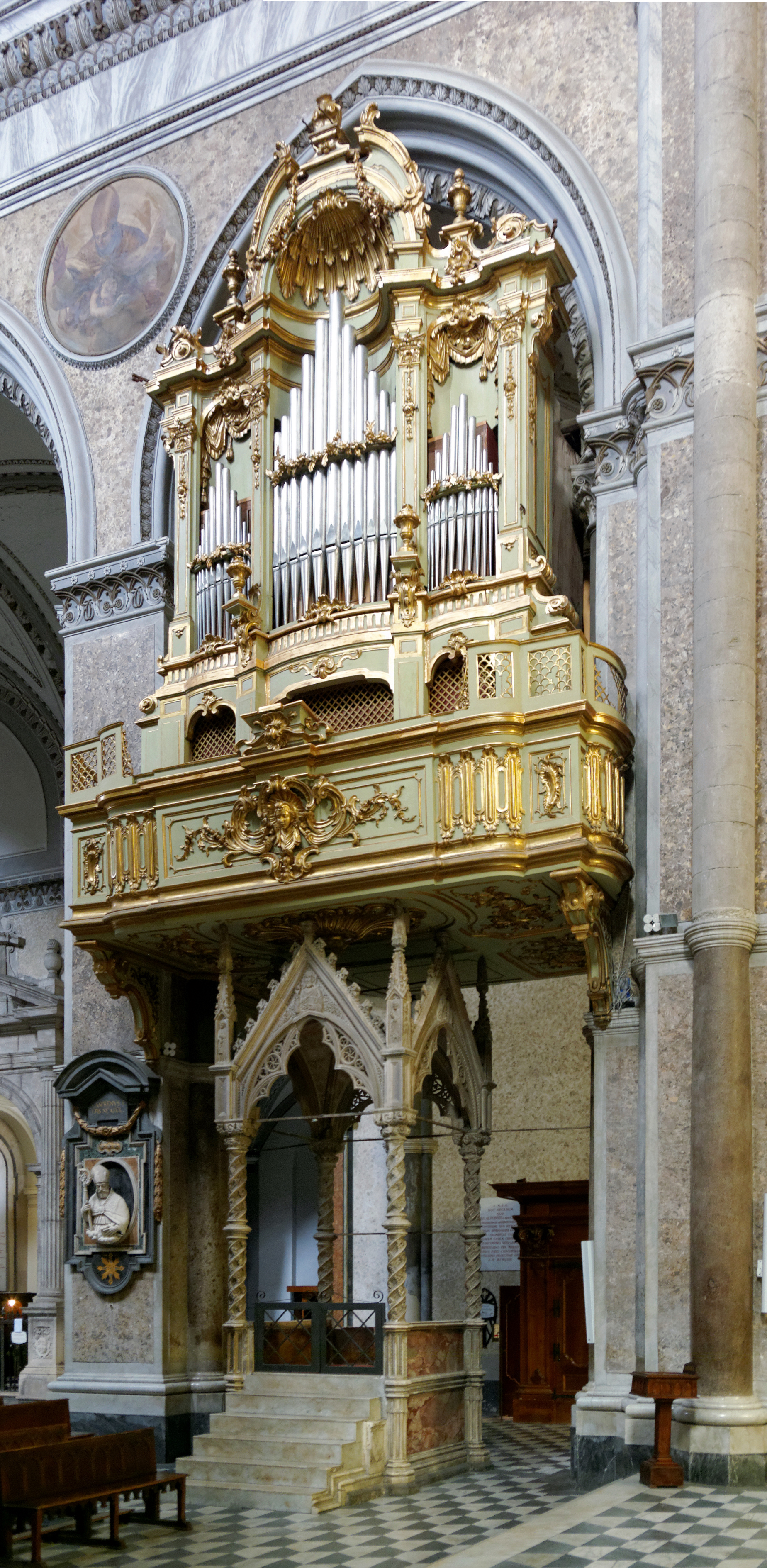
La cassa di sinistra

L'organo della cattedrale di Napoli è a trasmissione elettrica e dispone di 85 registri, per un totale di 5117 canne.
La consolle, mobile indipendente, dispone di tre tastiere di 61 note ciascuna (Do1-Do6) e pedaliera concavo-radiale di 32 note (Do1-Sol3); i registri, le unioni, gli accoppiamenti e gli annullatori sono azionate da placchette a bilico disposte su più file ai lati dei manuali.
Il materiale fonico è dislocato in tre corpi distinti:
- il Positivo corale (primo manuale), che si articola in una sezione entro cassa espressiva, una fuori, è situato nel braccio di destra del transetto, lungo la parete;
- il Grand'Organo e l'Espressivo (rispettivamente seconda e terza tastiera) trova luogo all'interno delle due casse barocche poste su apposite cantorie sotto le ultime arcate della navata centrale;
- il Pedale è suddiviso tra i diversi corpi.[1]

Le due casse antiche, gemelle, vennero realizzate nel 1767 per contenere i due organi gemelli di Fabrizio Cimino e sono in legno dorato riccamente intagliato. Le mostre sono composte da canne di registro principale e si articolano in tre campi, ciascuno formato da una cuspide di canne, con bocche a mitria allineate orizzontalmente.
Di seguito la disposizione fonica:
| I - Positivo corale                |               |
| registri fuori da cassa espressiva |               |
| Principale                         | 8'            |
| Ottava                             | 4'            |
| Superottava                        | 2'            |
| Mixture 4-5 file                   | 1.1/3'        |
| Sesquialtera                       | 2.2/3'-1.3/5' |
| Flauto camino                      | 8'            |
| Cromorno                           | 8'            |
| registri in cassa espressiva       |               |
| Principale                         | 4'            |
| Corno di camoscio                  | 2'            |
| Duodecima                          | 1.1/3'        |
| Flauto matese                      | 8'            |
| Flauto in VIII                     | 4'            |
| Flauto in XII                      | 2.2/3'        |
| Musetta regale                     | 8'            |

| Pedale corale |     |
| Subbasso      | 16' |
| Basso         | 8'  |
| Ottava        | 4'  |
| Tappato       | 4'  |
| Fagotto       | 16' |

| II - Grand'Organo |        |
| Principale        | 16'    |
| Principale I      | 8'     |
| Principale II     | 8'     |
| Ottava            | 4'     |
| Duodecima         | 2.2/3' |
| Decimaquinta      | 2'     |
| Mixture 4-5 file  | 1.1/3' |
| Cimbalo 3 file    | 1'     |
| Flauto aperto     | 8'     |
| Bordone           | 8'     |
| Flauto            | 4'     |
| Cornetto 3 file   | 2.2/3' |
| Flauto coperto    | 4'     |
| Gamba             | 8'     |
| Voce umana        | 8'     |
| Tromba            | 16'    |
| Tromba            | 8'     |
| Tromba            | 4'     |

| III - Espressivo    |        |
| Bordone             | 16'    |
| Principale          | 8'     |
| Ottava              | 4'     |
| Forniture 6 file    | 2.2/3' |
| Eufonio             | 8'     |
| Bordone             | 8'     |
| Quintadena          | 8'     |
| Flauto aperto       | 4'     |
| Flauto coperto      | 4'     |
| Nazardo             | 2.2/3' |
| Ottavino            | 2'     |
| Larigot             | 1.1/3' |
| Terza di flauto     | 1.3/5' |
| Viola               | 8'     |
| Salicionale         | 8'     |
| Voce celeste 2 file | 8'     |
| Coro viole 3 file   | 8'     |
| Fagotto             | 16'    |
| Voce corale         | 8'     |
| Tromba              | 8'     |
| Oboe                | 8'     |
| Clarone             | 4'     |
| Campane             |        |
| Tremolo             |        |

| Pedale           |         |
| Acustico         | 32'     |
| Contrabbasso     | 16'     |
| Basso            | 8'      |
| Bassetto corale  | 4'      |
| Stopped diapason | 16'     |
| Gran quinta      | 10.2/3' |
| Bordone          | 8'      |
| Violone          | 16'     |
| Principale       | 8'      |
| Ottava           | 4'      |
| Ripieno 6 file   | 2.2/3'  |
| Contrabbasso     | 16'     |
| Basso            | 8'      |
| Ottava           | 4'      |
| Subbasso         | 16'     |
| Bombarda         | 16'     |
| Tromba           | 16'     |
| Tromba           | 8'      |
| Tromba corale    | 4'      |
| Campane          |         |

### Organo corale

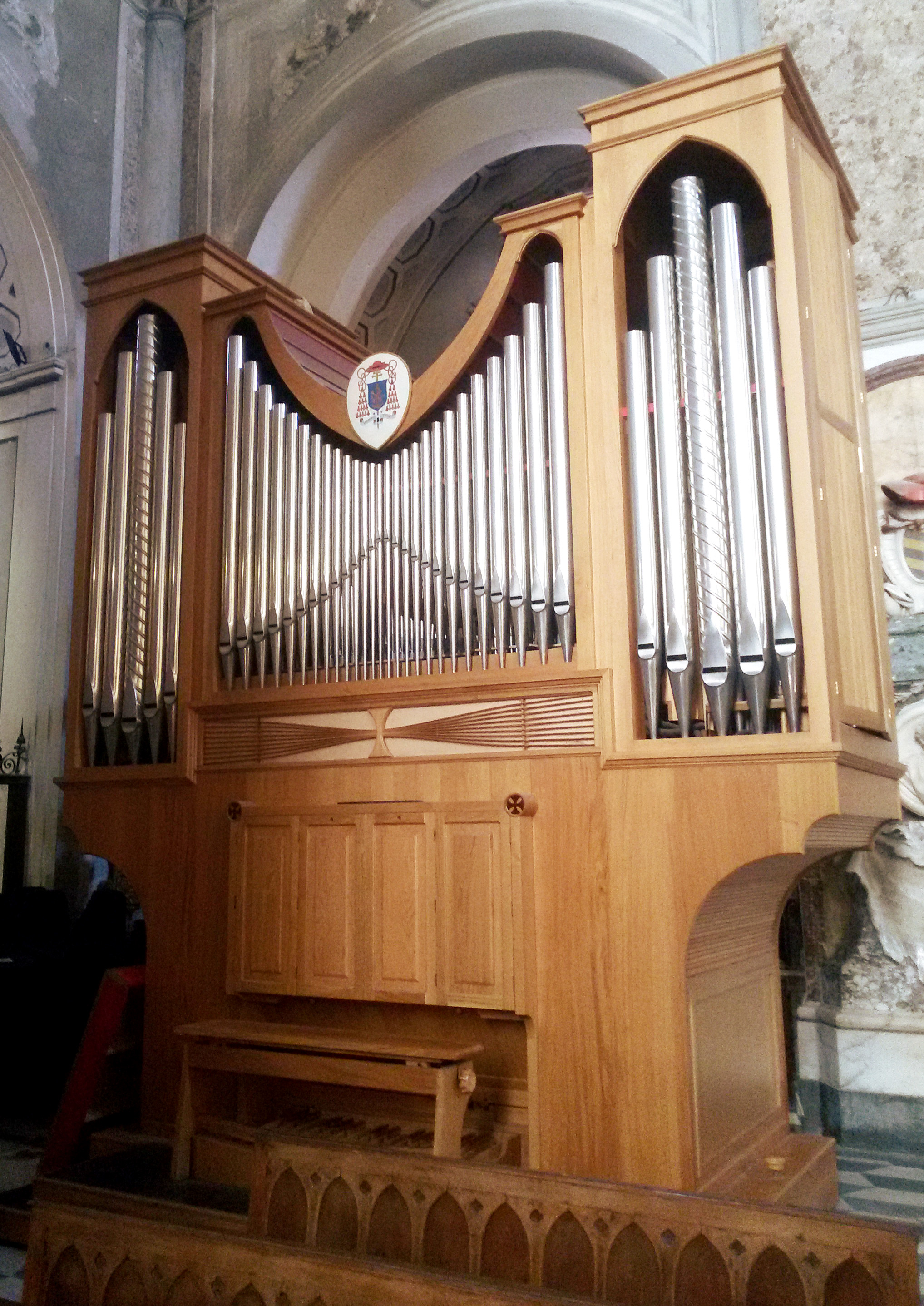
L'organo corale

Nel braccio di destra del transetto, lungo la parete orientale, vi è un secondo organo, costruito da Ponziano Bevilacqua nel 2009 nell'ambito dell'ampliamento dell'organo maggiore, collegato a quest'ultimo, del quale costituisce il primo manuale (Positivo corale).
Lo strumento è mobile ed a trasmissione integralmente meccanica; si compone di 19 registri per un totale di 1315 canne. La consolle è a finestra e dispone di due tastiere di 61 note ciascuna (Do1-Do6) e pedaliera di 32 note (Do1-Sol3).
La disposizione fonica è la seguente:
| I - Grand'Organo |               |
| Principale       | 8'            |
| Ottava           | 4'            |
| Superottava      | 2'            |
| Mixture 4-5 file | 1.1/3'        |
| Sesquialtera     | 2.2/3'-1.3/5' |
| Flauto camino    | 8'            |
| Cromorno         | 8'            |

| II - Espressivo   |        |
| Principale        | 4'     |
| Corno di camoscio | 2'     |
| Duodecima         | 1.1/3' |
| Flauto matese     | 8'     |
| Flauto in VIII    | 4'     |
| Flauto in XII     | 2.2/3' |
| Musetta regale    | 8'     |

| Pedale   |     |
| Subbasso | 16' |
| Basso    | 8'  |
| Ottava   | 4'  |
| Tappato  | 4'  |
| Fagotto  | 16' |

## Organo nella basilica di Santa Restituta

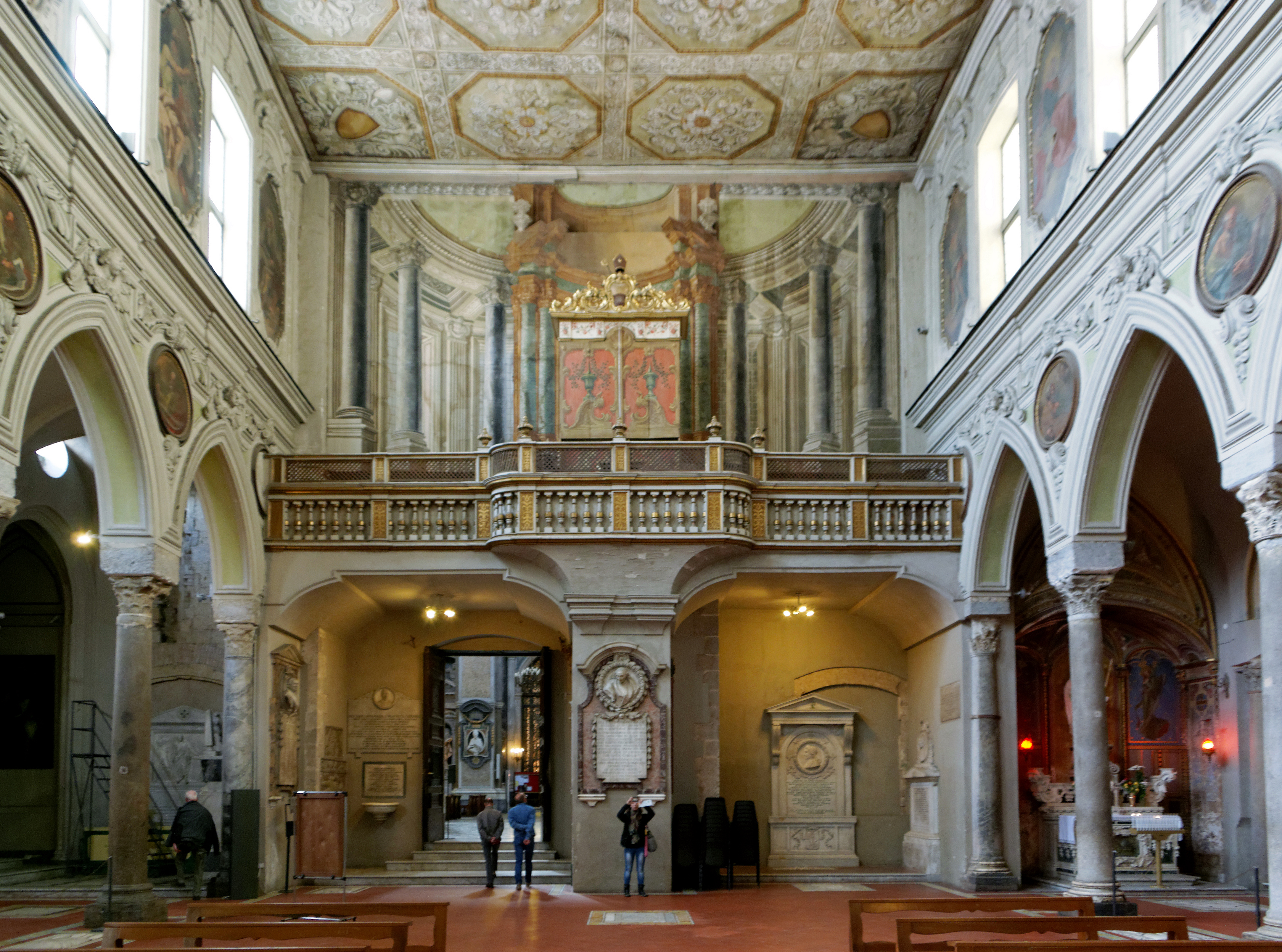
La controfacciata e l'organo (con le portelle chiuse) della basilica di Santa Restituta

La parete di controfacciata della basilica di Santa Restituta, nell'area della navata centrale, presenta una cantoria; al di sopra di essa vi è uno storico organo positivo barocco costruito nel 1750 da Tomaso de Martino.
Lo strumento possiede ancora le caratteristiche foniche ed estetiche originarie ed è stato ripristinato nel 1992-1994 con un restauro da Barthélemy Formentelli per conto della Soprintendenza per i Beni Artistici e Storici di Napoli e della Fondazione Napoli Novantanove. La cassa, riccamente decorata con intagli dorati e motivi floreali dipinti, presenta la mostra, costituite dalle canne del registro di Principale 8', collocata entro una serliana. L'organo ha una tastiera di 50 note (Si-1-Do5) con prima ottava cromatica e una pedaliera di 12 note (Si-1-Si♭1), priva di registri propri e costantemente unita al manuale; la trasmissione è integralmente meccanica. La sua disposizione fonica in base alla posizione dei pomelli dei vari registri nelle due colonne della registriera, è la seguente:
| Colonna di sinistra - Ripieno |        |
| Principale                    | 8'     |
| Ottava                        | 4'     |
| XV                            | 2'     |
| XIX                           | 1.1/3' |
| XXII                          | 1'     |
| Tiratutti                     |        |

| Colonna di destra - Concerto |            |
| Voce Umana                   | 8' Soprani |
| Flauto in XII                | 2.2/3'     |

## Organi nella reale cappella del Tesoro di san Gennaro

### Organo di sinistra

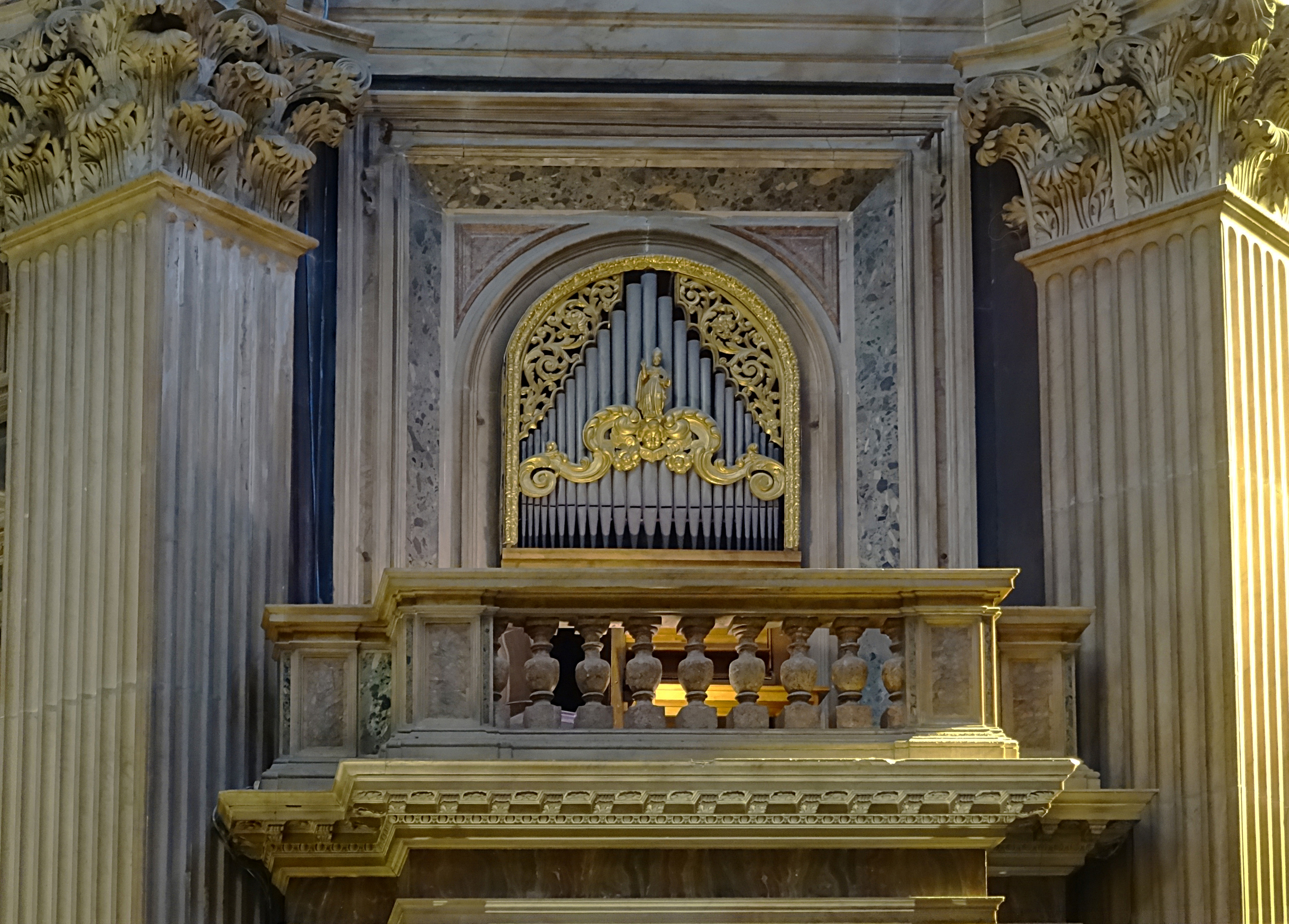
L'organo di sinistra

Sulla cantoria alla sinistra dell'altare maggiore, si trova il più antico organo a canne di Napoli ancora funzionante, costruito nel 1649 dall'organaro Pompeo De Franco.
Lo strumento, a trasmissione meccanica sospesa presenta un prospetto costituito da una cuspide di 25 canne di registro  principale entro una cornice dorata e riccamente scolpita. La consolle è a finestra ed ha un'unica tastiera di 45 note con prima ottava scavezza (Do1-Do5) ed è priva di pedaliera. L'organo dispone di 5 registri per un totale di 225 canne, con la seguente disposizione fonica:
| Manuale    |        |
| Principale | 8'     |
| Ottava     | 4'     |
| XV         | 2'     |
| XIX        | 1.1/3' |
| XXII       | 1'     |
| Tiratutti  |        |

### Organo di destra

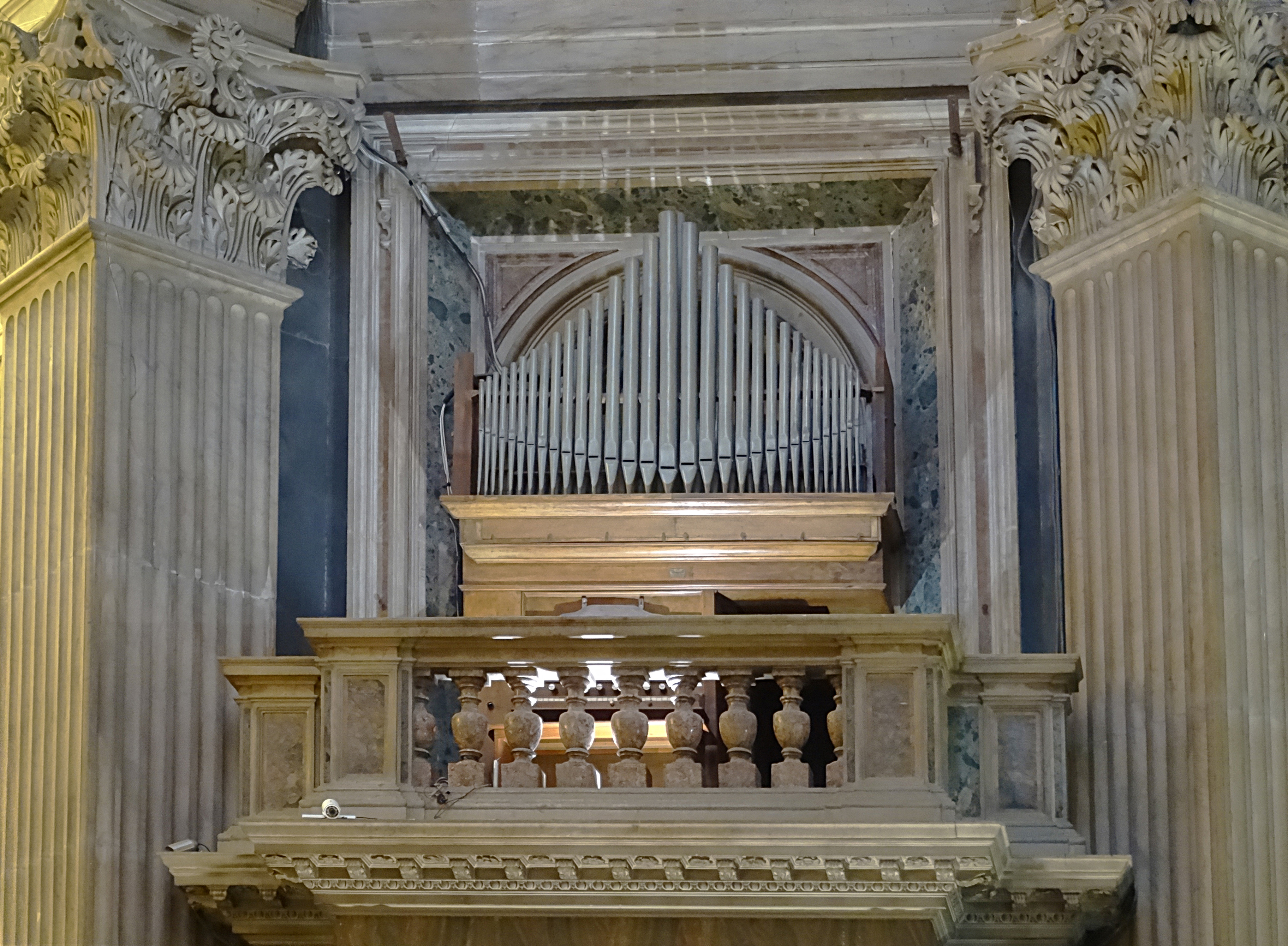
L'organo di destra

L'organo a canne sopra la cantoria alla destra dell'altare maggiore è stato costruito nel 1649 dall'organaro Pompeo De Franco, ma nel 1902 è stato radicalmente restaurato ed alterato da Giovanni e Pietro Petillo che mantennero solo una minima parte del materiale fonico originario.
Lo strumento, a trasmissione meccanica sospesa presenta un prospetto fuori cassa costituito da una cuspide di 31 canne di registro principale. La consolle ha un'unica tastiera di 54 note (Do1-Fa5) con prima ottava cromatica estesa e pedaliera di 13 note (Do1-Do2) costantemente unita al manuale. L'organo dispone di 9 registri, con la seguente disposizione fonica:
| Manuale     |            |
| Principale  | 8'         |
| Voce umana  | 8' Bassi   |
| Voce umana  | 8' Soprani |
| Salicionale | 8'         |
| Flauto      | 4'         |
| Ottava      | 4'         |
| Traverso    | 8'         |

| Pedale   |     |
| Subbasso | 16' |
| Bassi    | 8'  |